# Dansk design

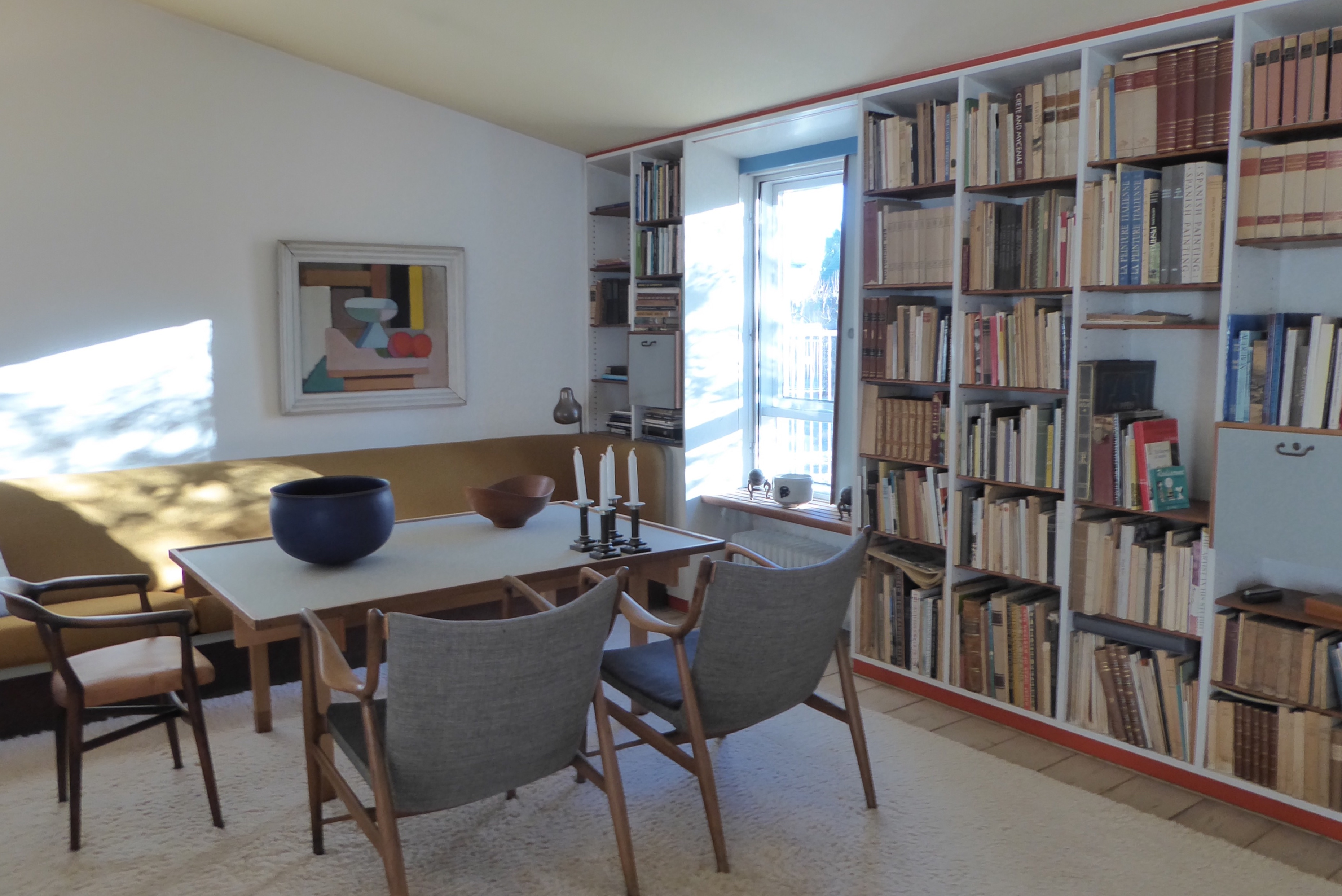
Inredning i Finn Juhls hus

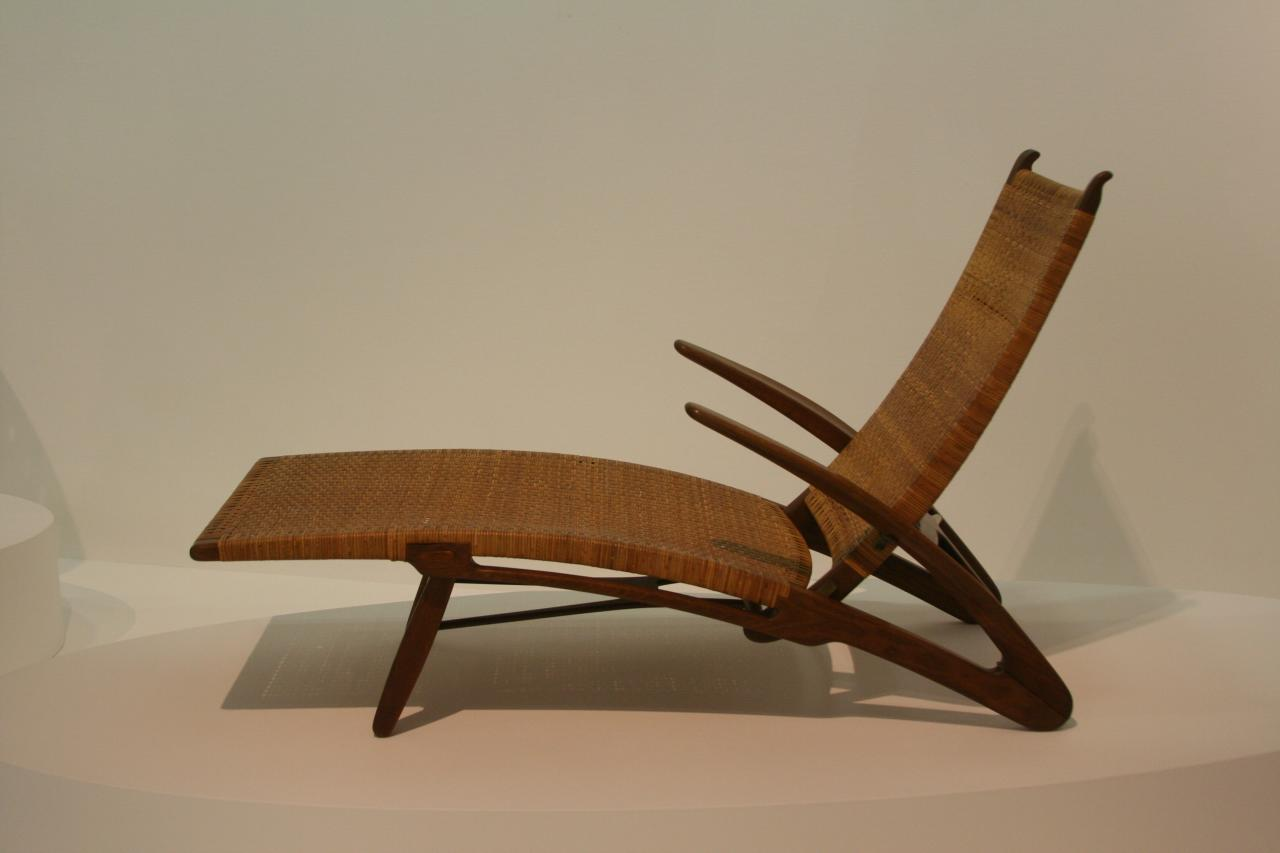
Stol som formgivits av Hans J. Wegner

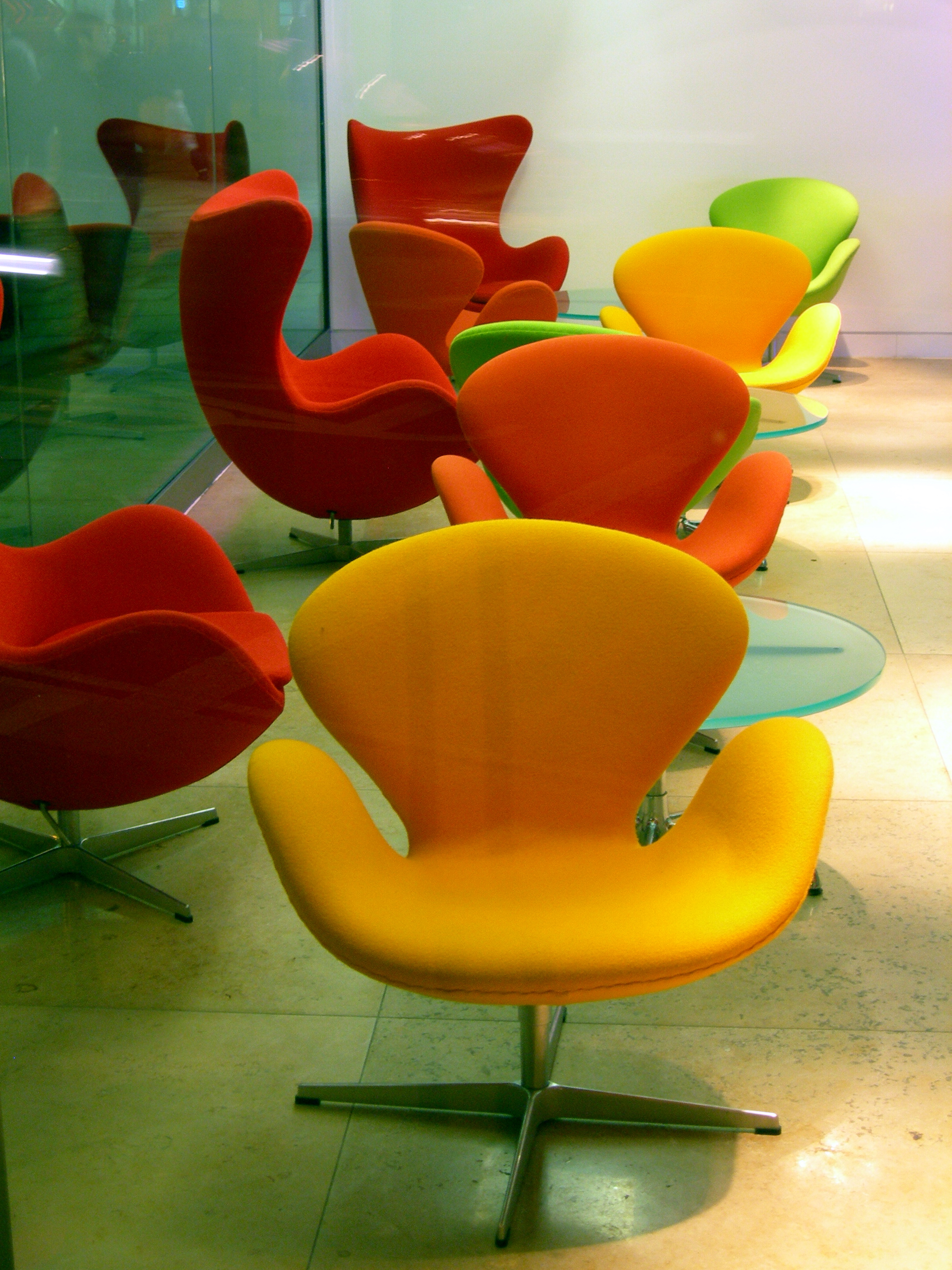
Svanen och Ägget av Arne Jacobsen, 1959.

Dansk design är ett begrepp som används för att beskriva den formstil som utvecklades i Danmark under mitten av 1900-talet, präglad av enkelhet, organisk form och funktionalism. 
Många danska formgivare influerades den tyska Bauhausskolan och använde sig av nya industriella teknologier, kombinerade med idéer om enkelhet och funktionalism, för att designa byggnader, möbler och hushållsutensilier. 
När dansk design började utvecklas i slutet av 1940-talet, kort efter andra världskriget fanns en stark tradition av högklassiskt möbelhantverk, samtidigt som en utveckling skedde mot industriell produktion. Tyngdpunkten låg i möbelformgivning.
Bidragande till tillkomsten av dansk design var den nyligen grundade Möbelskolan på Det Kongelige Danske Kunstakademi. Kaare Klint var lärare i arkitektur. Hans J. Wegner, som bakom sig hade en utbildning som finmöbelsnickare, bidrog framför allt inom området trästolar.
Som chef för det 1942 grundade kooperativa FDB Møbler formgav Børge Mogensen enkla och robusta möbelföremål för danska medelklassfamiljer. Arkitekten Finn Juhl ritade också möbler. Poul Kjærholm, Verner Panton och Nanna Ditzel följde efter några år senare. Kjærholm arbetade framför allt i stål och läder. Panton emigrerade från Danmark på 1960-talet och fortsatte att formge fantasifulla plaststolar, medan Nanna Ditzel, förnyade dansk möbelformgivning under 1980-talet.
Intresset för dansk design minskade under 1970- och 1980-talet.
Sigvard Bernadotte och Acton Bjørns Bernadotte & Bjørn Studio, som grundades 1950, var bland de första som inriktade sig på industridesign, bland annat på kontorsmaskiner, hushållsmaskiner och bruksföremål. Bang & Olufsen, i samarbete med Bernadotte & Bjørn och senare Jacob Jensen och David Lewis, tillverkade hemelektronik med avancerad formgivning. Samtidigt samarbetade Stelton med Arne Jacobsen och Erik Magnussen för att tillverka produkter och hushållsvaror som termoskannor.

## Formgivare i urval
- Børge Mogensen (1914–1972)
- Finn Juhl (1912–1989)
- Hans Wegner (1914–2007)
- Arne Jacobsen (1902–1971)
- Poul Kjærholm (1929–1980)
- Poul Henningsen (1894–1967)
- Verner Panton (1926–1998)
- Kristian Solmer Vedel (1923–2003) industridesign
- Jens Harald Quistgaard (1919–2008) för köksinredning
- Gertrud Vasegaard (1913–2007) keramik
- Ole Wanscher (1903–1985) möbeldesign

## Bildgalleri

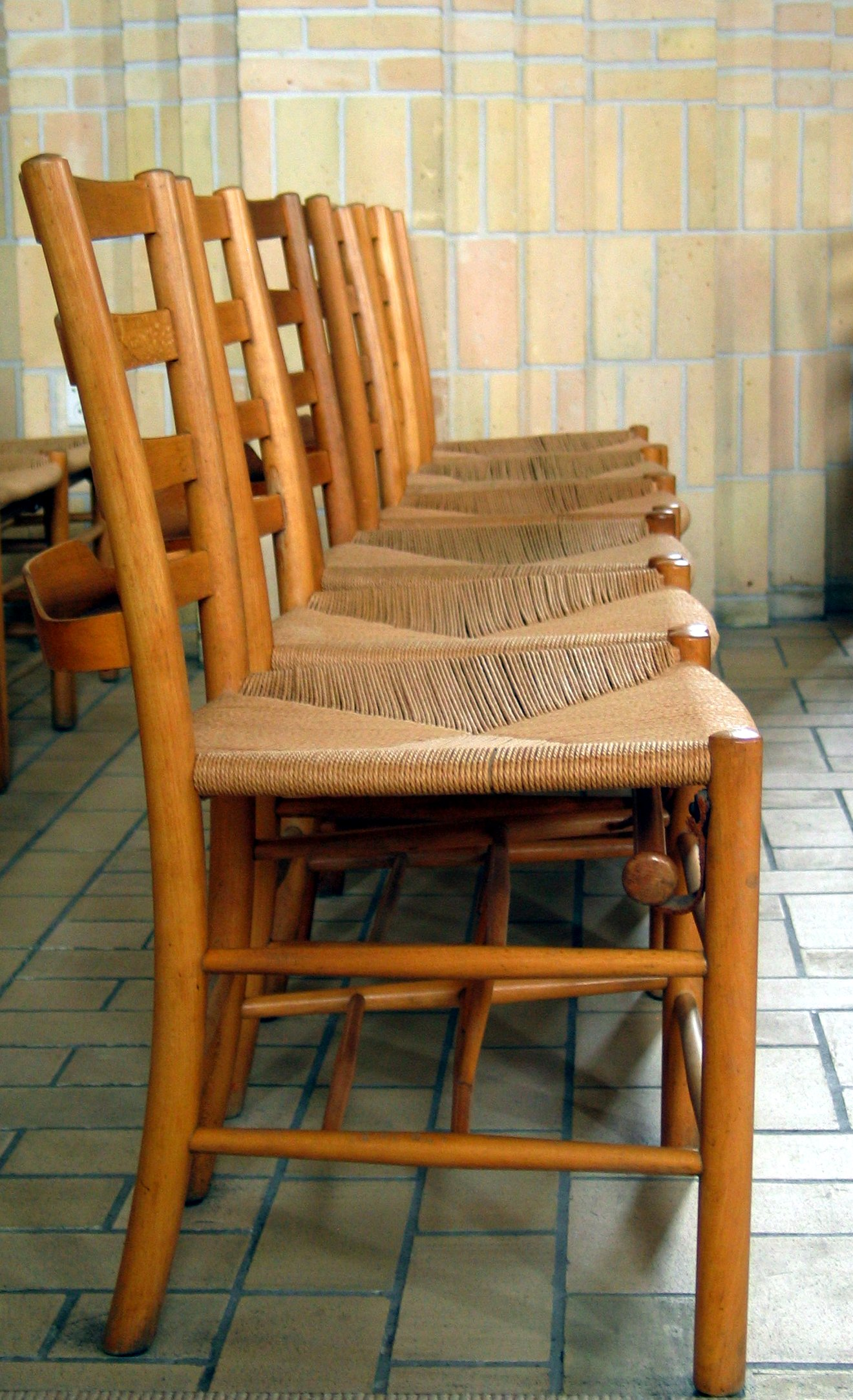
Stolar i Grundtvigs Kirke i Köpenhamn av Kaare Klint
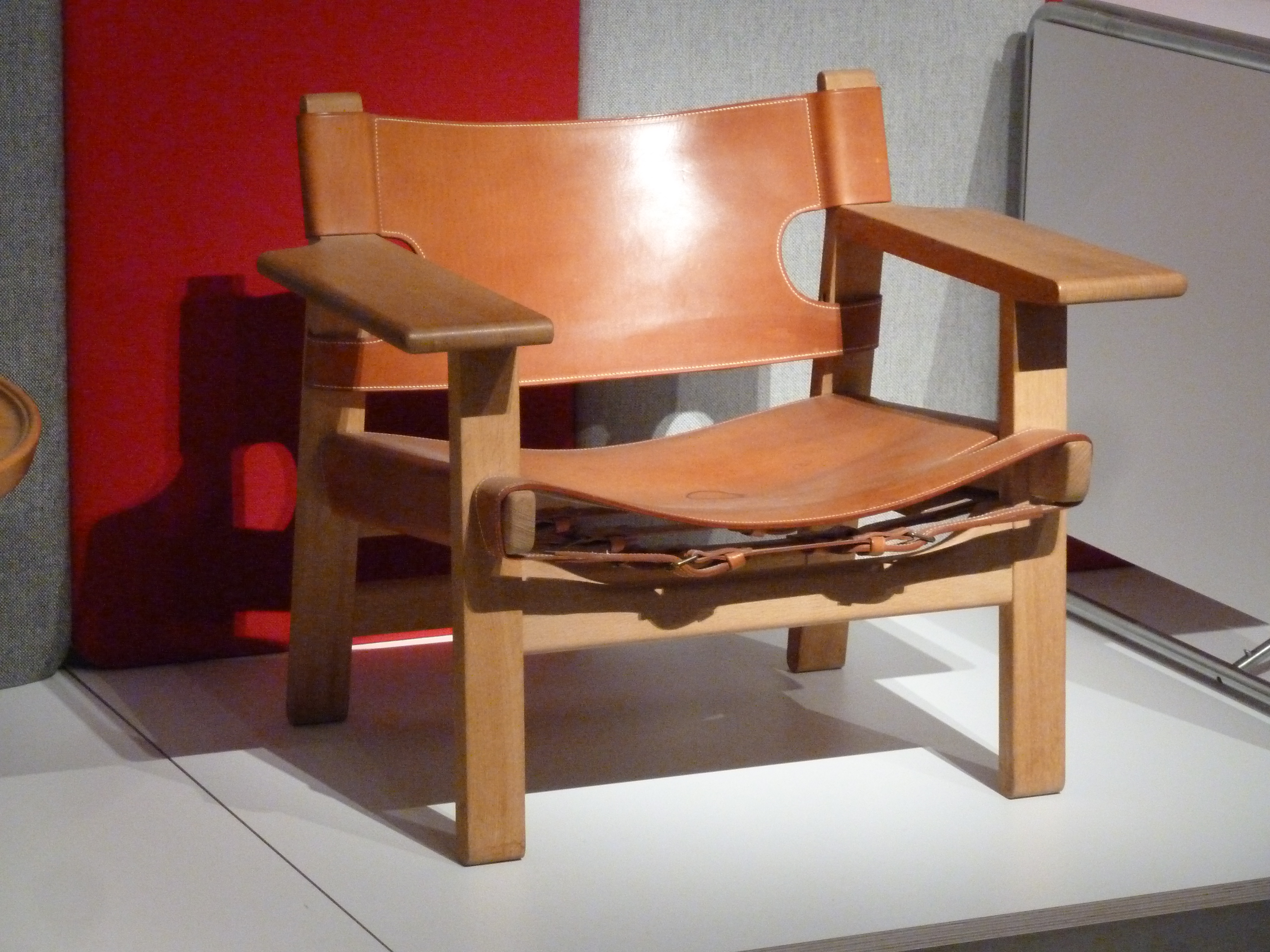
Spännläderfåtölj av Børge Mogensen
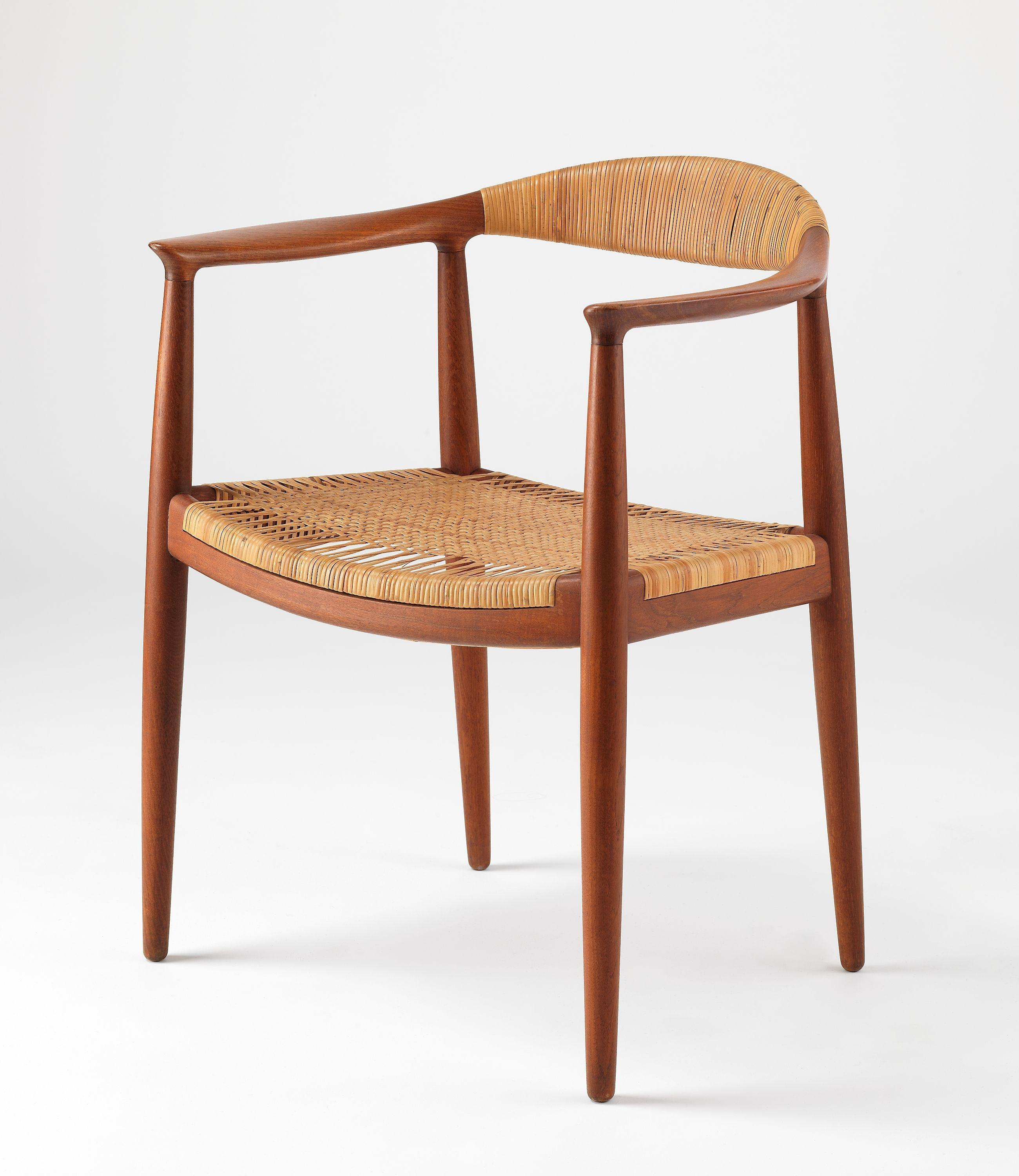
Rund stol från 1949 av Hans J. Wegner
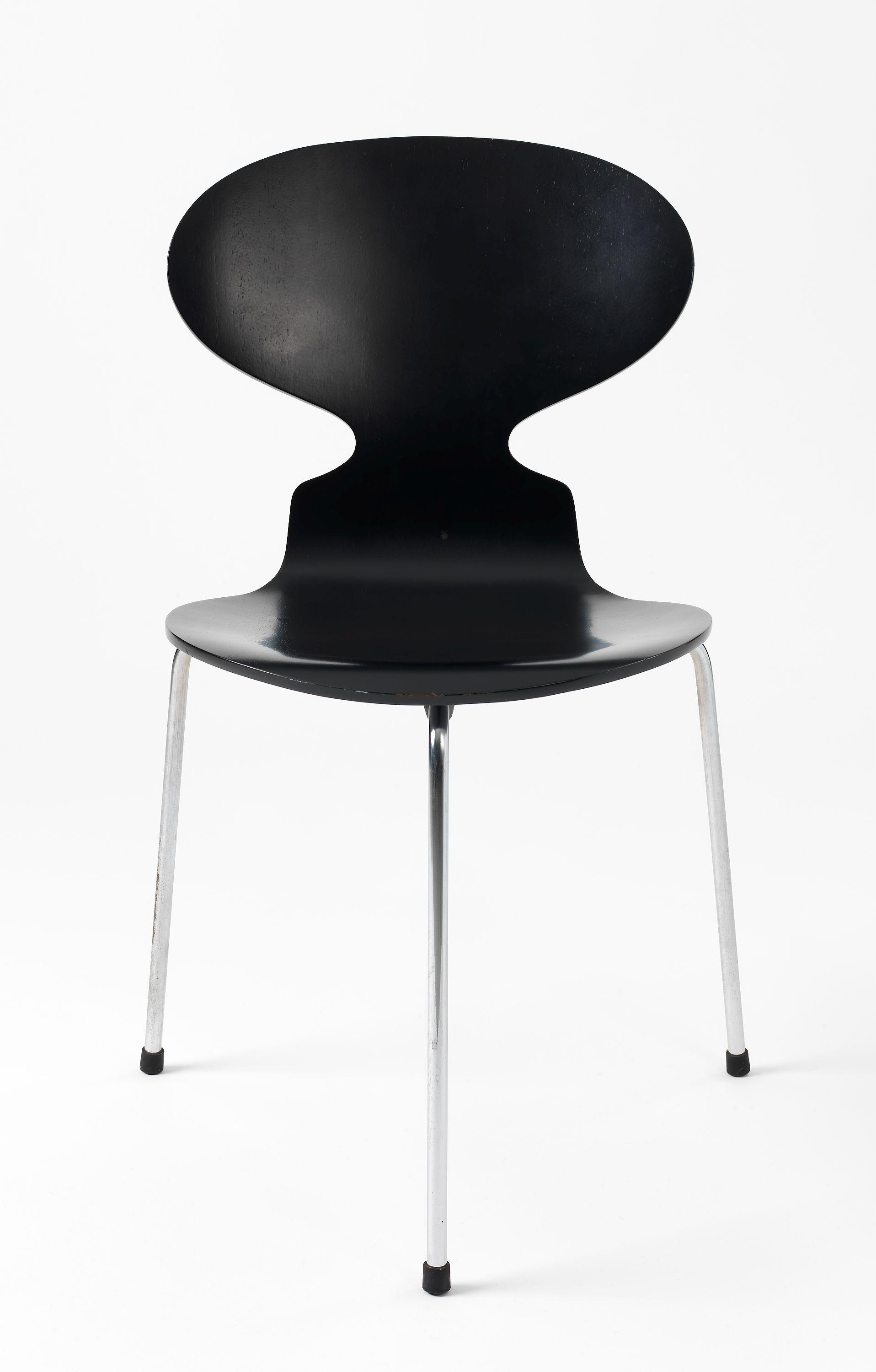
Arne Jacobsens Myran 1951 av Arne Jacobsen
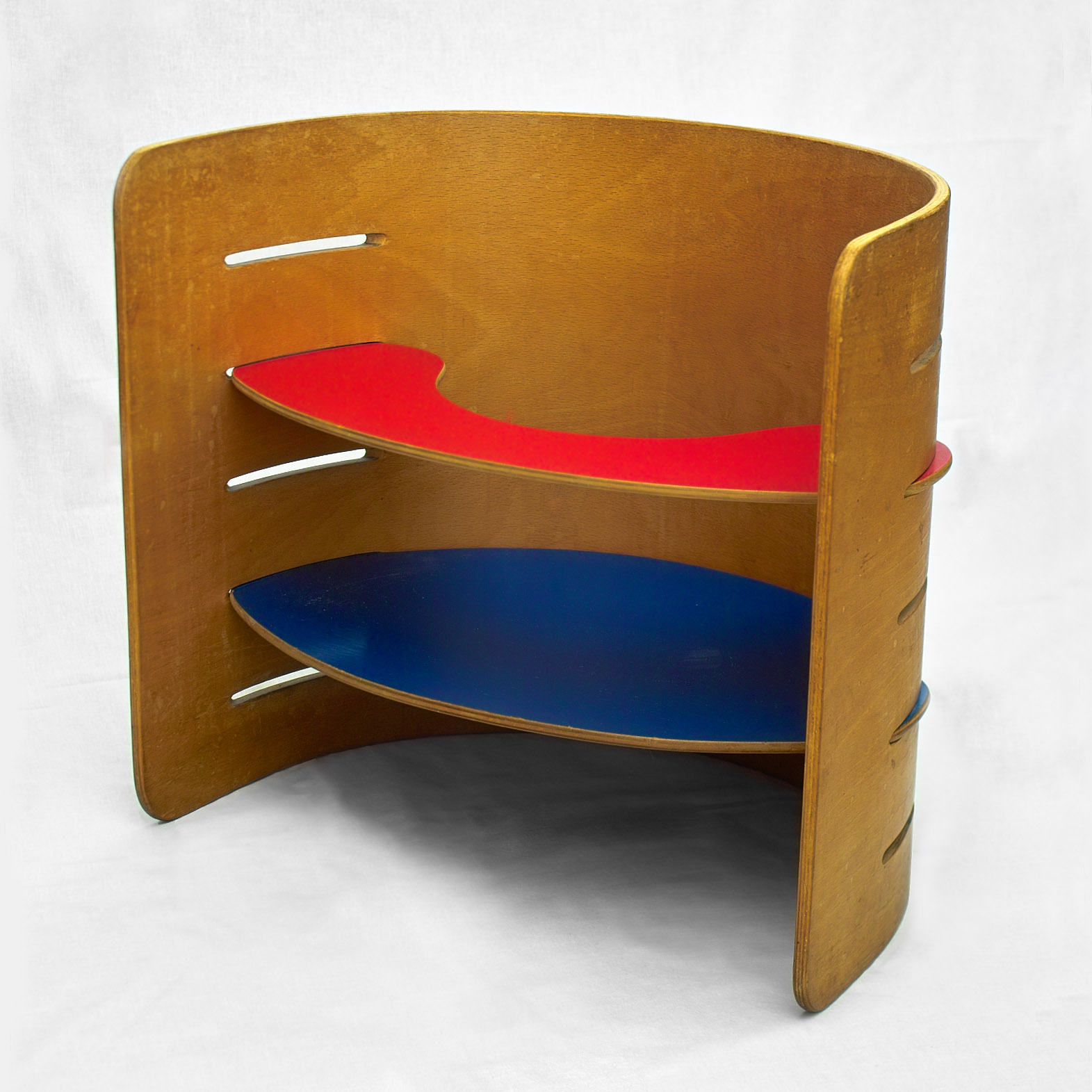
Barnstol från 1951 av Kristian Solmer Vedel
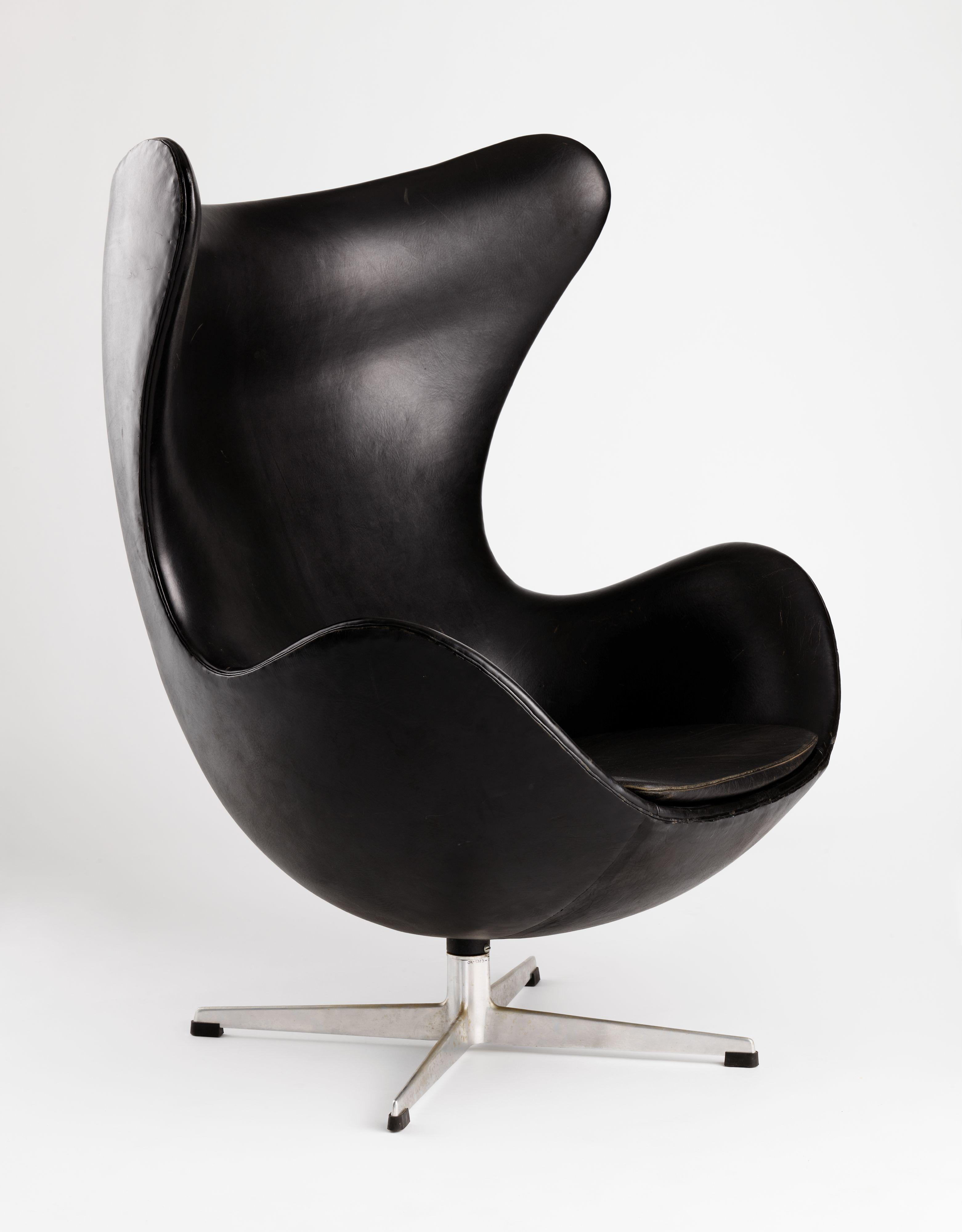
Ägget från 1958 av Arne Jacobsen
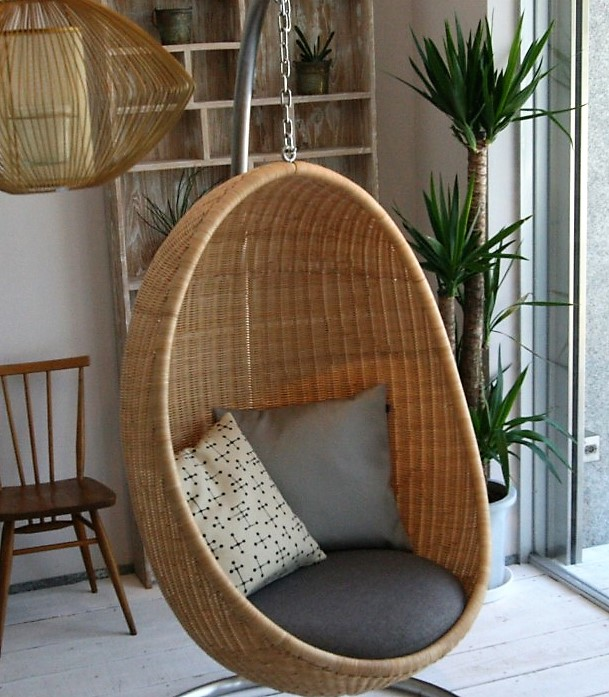
Det Hængende Æg från 1959 av Nanna Ditzel
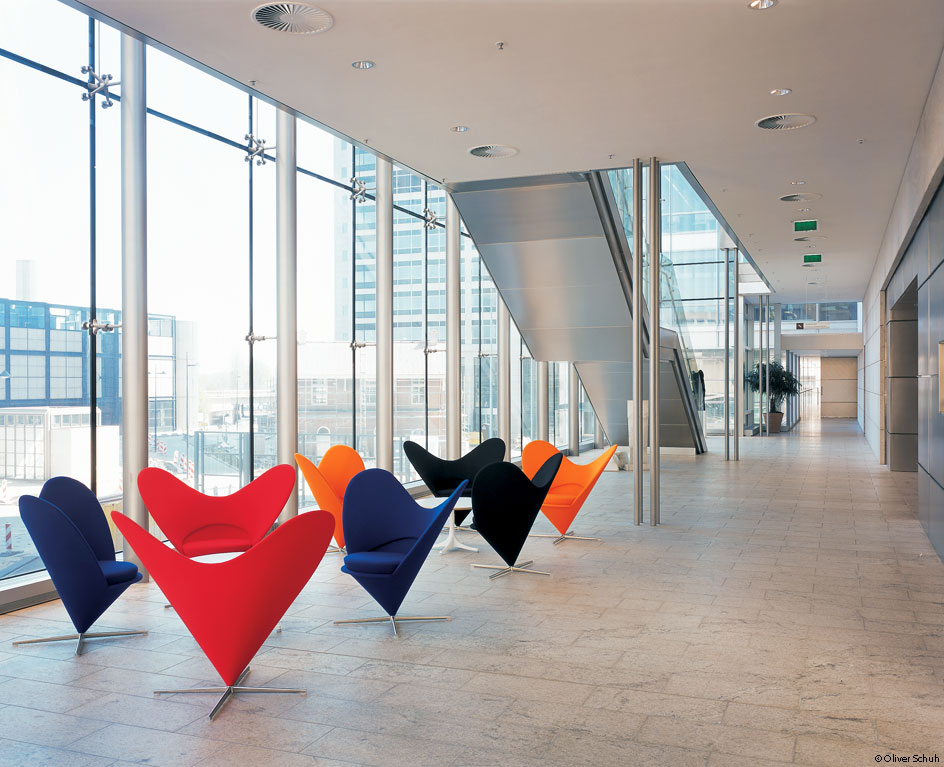
Hjärtkoner från 1959 av Verner Panton
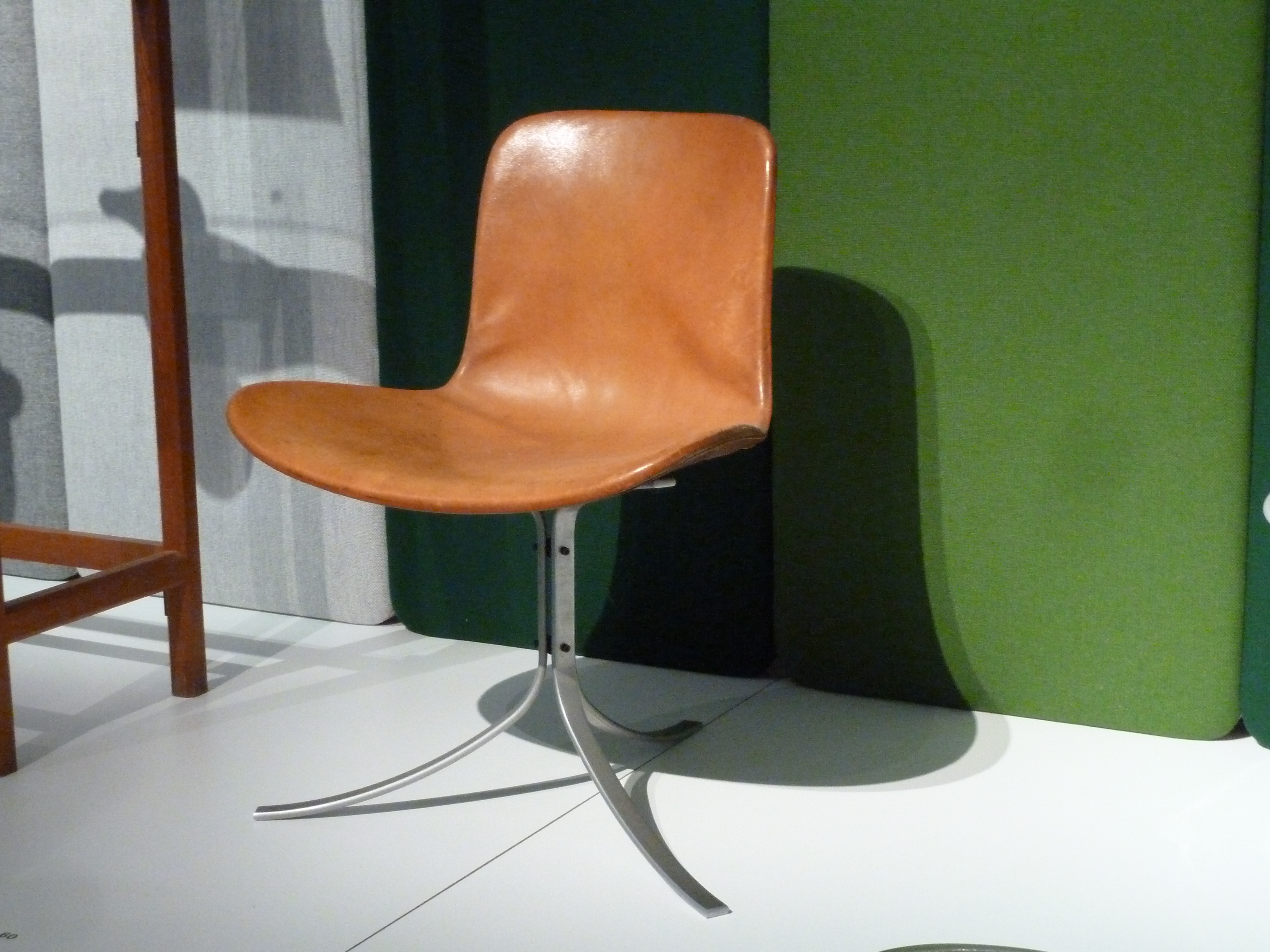
PK 9 av från 1960 av Poul Kjærholm